# Chémery-les-Deux

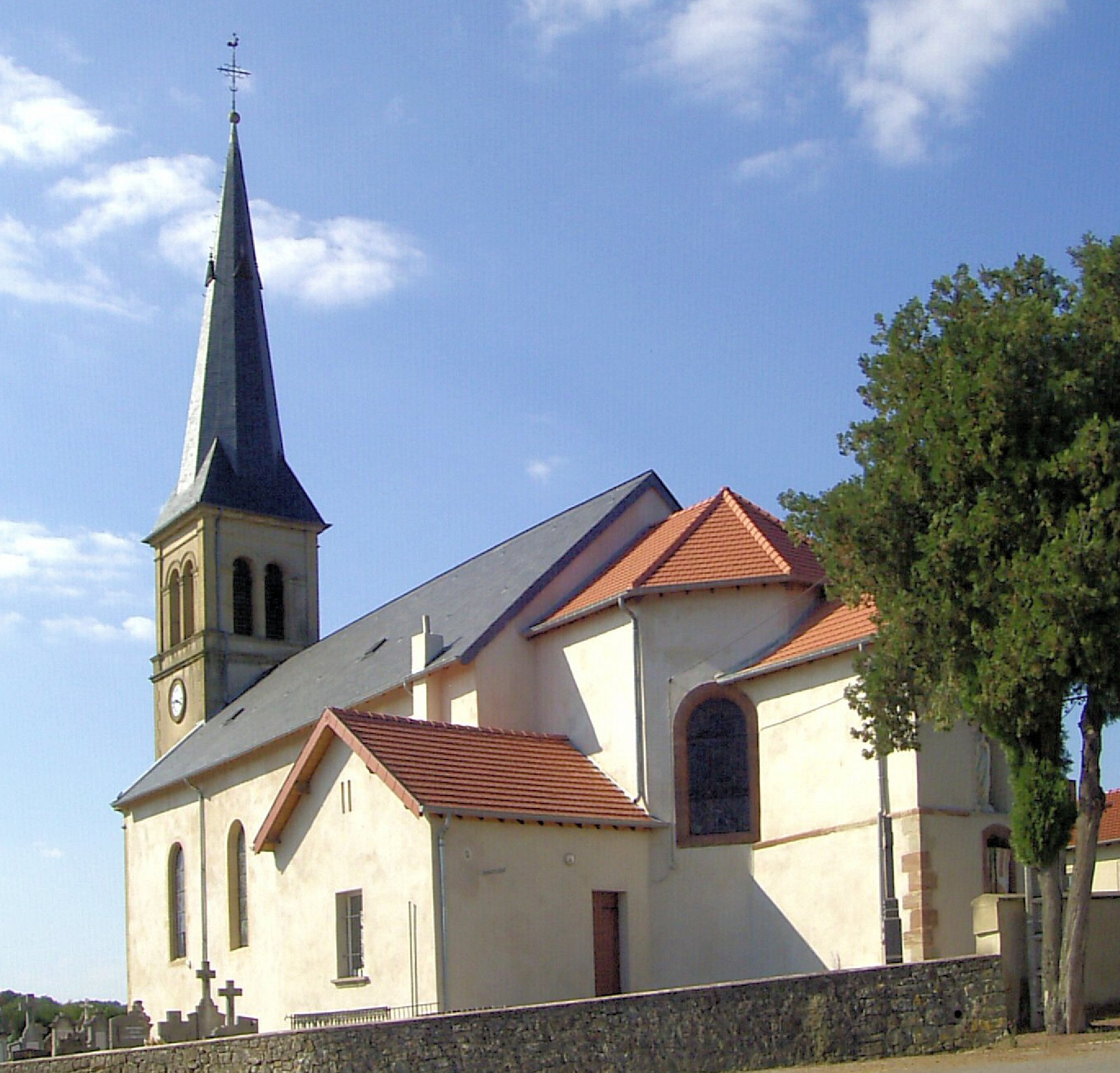
Kirche St. Martin

Chémery-les-Deux (deutsch Schemmerich, 1940–1944 Schomberg (Westmark)) ist eine französische Gemeinde mit 592 Einwohnern (Stand 1. Januar 2022) im Département Moselle in der Region Grand Est (bis 2015 Lothringen). Sie gehört zum Arrondissement Forbach-Boulay-Moselle und zum Gemeindeverband Bouzonvillois-Trois Frontières.

## Geographie
Die Gemeinde Chémery-les-Deux liegt in Lothringen, acht Kilometer westlich von Bouzonville (Busendorf) auf einer Höhe von 220 m über dem Meer. Das Gemeindegebiet erstreckt sich vom Tal des Nied-Nebenflusses Anzelingerbach bis auf die 50 Meter höher liegenden Bergrücken östlich und westlich des Tales.
Das ca. zehn km² große Gemeindegebiet ist von Acker- und Wiesenflächen geprägt, lediglich im Westen hat die Gemeinde einen Anteil an einem etwa 100 ha großen Waldgebiet. Östlich der Gemeinde zieht sich ein Waldgebiet bis nach Bouzonville hin. Geologisch zählt das Gebiet zum Lothringer Stufenland und ist aus triassischen Ablagerungen aufgebaut.
Zur Gemeinde gehören die Ortsteile Hobling (Hoblingen), Ingling (Inglingen) und Klop.
Nachbargemeinden sind Menskirch (Menskirchen) und Bibiche (Bibisch) im Norden, Filstroff (Filsdorf) im Nordosten, Freistroff (Freisdorf) im Osten, Anzeling (Anzelingen) und Hestroff (Hessdorf) im Süden sowie Ébersviller (Ebersweiler) und Dalstein im Westen.

## Geschichte
Die Ortschaft gehörte früher zum Herzogtum Lothringen  und liegt unweit der alten Römerstraße. Überlieferte  Ortsbezeichnungen sind Schoumberg (1334), Schouenberg (1338), Schoenberg (1550) und – für den älteren Ortsteil – Chemericq-la-Vielle (1630).
Chémery-les-Deux besteht, wie der Name (deux = zwei) vermuten lässt, aus zwei Siedlungen. Der ältere, größere und nördlich gelegene Teil (Chémery-la-Vieille) entstand im 13. Jahrhundert und unterstand zunächst dem Kloster Freisdorf in Freisdorf, ab 1604 dem Benediktinerkloster Heilig-Kreuz in Busendorf. Das südlicher gelegene Chémery-la-Neuve (heute Petit Chémery) ist eine Gründung des Didier de Colligny, einem Abt des Freisdorfer Klosters. Die Neuanlage des Ortes 1570 war auf die günstigere Lage direkt an der Straße von Diedenhofen über Busendorf in das Saarland zurückzuführen. Die Trennung der Gemeinde in zwei Teile ist auch heute noch zu erkennen, zwischen beiden liegt ein 100 Meter breiter Grünlandstreifen entlang eines Bachbettes. Die Einfamilienhäuser im Westen der Gemeinde entlang der Straße Menstroff – Chémery – Hestroff sind neueren Datums.
Durch den Frankfurter Frieden vom 10. Mai 1871 kam das Gebiet an das deutsche Reichsland Elsaß-Lothringen, und das Dorf wurde dem Kreis Bolchen im Bezirk Lothringen zugeordnet. Die Dorfbewohner betrieben Getreide-, Wein- und Futterpflanzenbau sowie Viehzucht.
Nach dem Ersten Weltkrieg musste die Region aufgrund der Bestimmungen des Versailler Vertrags 1919 an Frankreich abgetreten werden. Im Zweiten Weltkrieg war die Region von der deutschen Wehrmacht besetzt.

### Bevölkerungsentwicklung
| Jahr      | 1962 | 1968 | 1975 | 1982 | 1990 | 1999 | 2010 | 2021 |
| Einwohner | 294  | 310  | 317  | 405  | 395  | 381  | 473  | 580  |

Im Jahr 1896 wurde mit 794 Bewohnern die bisher höchste Einwohnerzahl ermittelt. Die Zahlen basieren auf den Daten von cassini.ehess und INSEE.

## Sehenswürdigkeiten

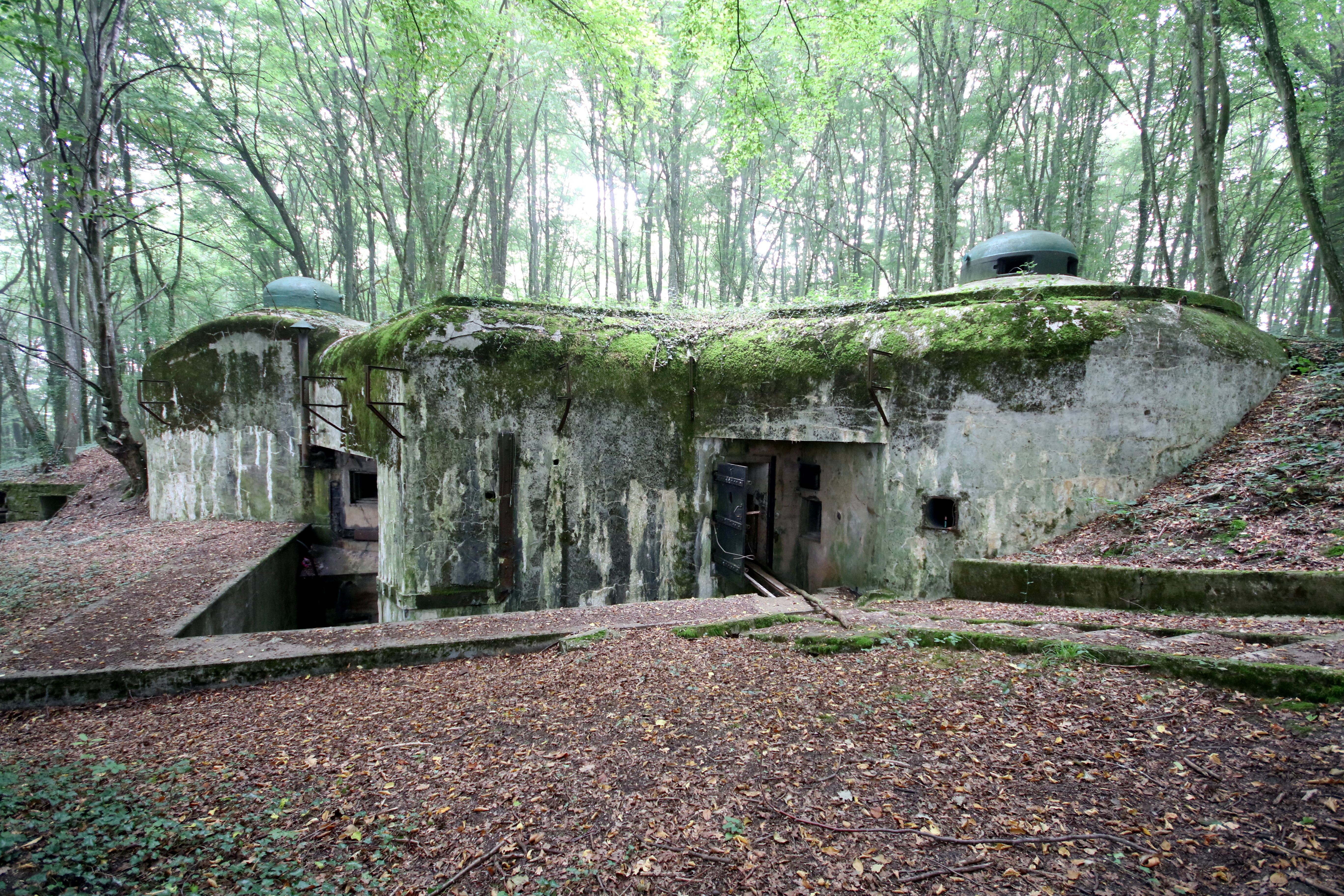
Ehemalige Bunkeranlage (Ouvrage de Hobling)

- Kirche St. Martin aus dem Jahr 1751
- Flurkreuz
- Ouvrage de Hobling, erhaltene Bunkeranlage der Maginot-Linie

## Wirtschaft und Infrastruktur
In der Gemeinde sind elf Landwirtschaftsbetriebe ansässig (Getreideanbau, Milchwirtschaft, Zucht von Rindern, Schafen und Ziegen).
Durch das Gemeindegebiet  führt in Ost-West-Richtung die stark frequentierte Départementsstraße 918 von Thionville (Diedenhofen) zum Grenzübergang Vœlfling-lès-Bouzonville/Ittersdorf (Wölflingen bei Busendorf/Ittersdorf)in das Saarland. Gekreuzt wird die D 918 von der Straße von Menskirch über Chémery-les-Deux nach Hestroff. Die Bahnstrecke Thionville–Bouzonville verläuft südlich des Orts, sodass die nächsten Haltepunkte in Freistroff, Anzeling und Ébersviller in jeweils sechs Kilometern Entfernung liegen.